# Carl Friedrich von Dizinger
Carl Friedrich Dizinger, ab 1809 von Dizinger, (* 6. Januar 1774 in Stuttgart; † 14. November 1842 ebenda) war ein württembergischer Oberamtmann und Stadtdirektor von Stuttgart.

## Leben und Beruf
Carl Friedrich Dizinger war der Sohn des Rentkammerexpeditions- und Kammerrats Christian Gotthold Dizinger (1738–1804), er besuchte das untere, mittlere und obere Gymnasium in Stuttgart. Von 1791 bis 1794 studierte er Rechtswissenschaften und Kant’sche Philosophie an der Hohen Karlsschule in Stuttgart. Nach deren Auflösung beendete er sein Studium in Tübingen. 1796 legte er die Juristenprüfung ab. Von 1796 bis 1805 war er Kanzleiadvokat, seit 1803 auch erwähltes Mitglied im consultierenden Advokaten-Kollegium. 1805 bis 1806 war er württembergischer Sekretär und Landeskommissar der Kommission zur Besitzergreifung des Breisgaus und der Klosteraufhebungskommission Villingen. 1806 erhielt er eine provisorische Anstellung bei der Generallandeskommission in Stuttgart. Von Mai bis Juni 1807 war er auf diplomatischer Sondermission für Württemberg in Wien. Von 1807 bis 1809 leitete er als Oberamtmann das Oberamt Biberach und von 1809 bis 1811 als Amtsoberamtmann das Amtsoberamt Stuttgart. Von 1811 bis 1813 war er Oberamtmann und Regierungsrat beim Oberamt Ravensburg. 1813 wurde er Stadtschultheiß mit der Amtsbezeichnung Stadtdirektor in Stuttgart.  Von 1817 bis 1822 bekleidete er dann eine Stelle als Justizrat beim Appellationsgerichtshof für den Neckar- und Schwarzwaldkreis in Tübingen und von 1822 bis 1823 als Oberjustizrat beim Gerichtshof für den Donaukreis in Ulm. Am 27. Dezember 1823 wurde Carl Friedrich von Dizinger in den Ruhestand versetzt.

## Ehrung, Nobilitierung
Carl Friedrich Dizinger wurde 1809 mit dem Ritterkreuz des Württembergischen Zivilverdienstordens ausgezeichnet, welches mit dem persönlichen Adelstitel (Nobilitierung) verbunden war.

## Schriften
- Denkwürdigkeiten aus meinem Leben und aus meiner Zeit. Tübingen 1833 (online)